# 제네시스 (자동차)
제네시스(영어: Genesis)는 현대자동차의 자사 프리미엄 자동차 브랜드(메이커)이다.
현대자동차는 2004년에 세단 제네시스의 초기 기획을 하였으며, 2015년 11월 4일 제네시스 브랜드를 자사의 독립 브랜드로 발표하였다. 제네시스 모델은 독일의 러셀하임, 한국의 현대자동차 남양연구소, 미국 얼바인에서 설계 및 디자인되었으며, 한국의 현대자동차 울산공장에서 생산된다. 한편 에쿠스로 불렸던 플래그십 초대형 럭셔리 세단은 제네시스 브랜드 아래에서 'EQ900'이라는 이름으로 2015년 12월 9일에 출시되었으며 차후 페이스리프트를 통해 G90으로 계승되었다.

## 라인업
제네시스의 라인업은 2020년까지 6종으로 구성될 예정이었는데, 2015년 12월 9일 출시된, 에쿠스의 후속 차종인 플래그쉽 대형 럭셔리 세단 G90 (최초 모델 국내명 EQ900)을 시작으로, 대형 럭셔리 세단인 기존 2세대 제네시스의 페이스리프트 모델 (G80)과 중형 럭셔리 스포츠 세단 (G70), 중형 럭셔리 SUV (GV70), 준대형 럭셔리 SUV (GV80), 준대형 럭셔리 전기차, 대형 럭셔리 SUV(GV90예상), 고급 스포츠형 쿠페(GT70 예상) 등이 있다. 전차종 주입구가 왼쪽에 사각형이며 자동변속기만 있다.

## 가격
제네시스 라인업 가운데 새로 출시할 중형 럭셔리 세단과 SUV 등은 고급차 브랜드인 만큼 기존 현대자동차 모델들보다는 다소 높게 책정된다.

## 차량 목록
| 외관 | 차량명 | 최초 출시일     | 현 세대 발표일   | 세대        | 차량 정보 |
| ---- | ------ | --------------- | ---------------- | ----------- | --- |
|      | G90    | 1999년 4월 28일 | 2021년 12월 14일 | 4세대 (RS4) | 제네시스 브랜드에서 생산하는 최고급 기함 모델이며, 현대 에쿠스를 계승하는 차량이다. 수출용만 G90 이름을 이용했으나, 페이스리프트 때 내수용도 G90으로 통일했다. |
|      | G80    | 2008년 1월 3일  | 2023년 12월 13일 | 3세대 (RG3) | 제네시스 브랜드에서 생산하는 준대형 세단이다. 현대 제네시스를 계승하는 차량이다.                                                                               |
|      | G70    | 2017년 9월 20일 | 2020년 10월 20일 | 1세대 (IK)  | 제네시스 브랜드가 독립하면서 출시된 고급 중형차이다. |
|      | GV80   | 2020년 1월 15일 | 2023년 9월 27일  | 1세대 (JX1) | 제네시스 브랜드가 독립하면서 출시된 고급 준대형 SUV이다. |
|      | GV70   | 2020년 12월 8일 | 2024년 5월 8일   | 1세대 (JK1) | 제네시스 브랜드가 독립하면서 출시된 고급 중형 SUV이다. |
|      | GV60   | 2021년 9월 30일 | 2021년 9월 30일  | 1세대 (JW)  | 제네시스의 준중형 SUV이자, 첫 순수 전기차이다. |

## 모터스포츠
제네시스 마그마 레이싱(GMR)

## 같이 보기
- 현대자동차
- 현대 제네시스